# 大花荷包牡丹
大花荷包牡丹（学名：Dicentra macrantha）为罂粟科荷包牡丹属的植物，又名黄药（四川）、黄三七（云南）、丁三七（昭通），分布於缅甸以及中国大陆的四川、湖北、云南、贵州等地，生长于海拔1,500米至2,700米的地区，常生长在湿润林下。